# Чемпіонат СРСР з хокею із шайбою 1970—1971
25-й чемпіонат СРСР з хокею із шайбою проходив з 9 вересня 1970 року по 29 квітня 1971 року. У змаганні брали участь дев′ять команд. Переможцем став клуб ЦСКА. Найкращий снайпер — Валерій Харламов (40 закинутих шайб).

## Вища ліга
| М | Команда              | І  | В  | Н | П  | Ш       | О  |
| - | -------------------- | -- | -- | - | -- | ------- | -- |
|   | ЦСКА                 | 40 | 32 | 1 | 7  | 243-95  | 65 |
|   | «Динамо» Москва      | 40 | 27 | 4 | 9  | 196-116 | 58 |
|   | СКА Ленінград        | 40 | 24 | 5 | 11 | 159-137 | 53 |
| 4 | «Спартак» Москва     | 40 | 23 | 5 | 12 | 183-144 | 51 |
| 5 | «Хімік» Воскресенськ | 40 | 20 | 4 | 16 | 163-135 | 44 |
| 6 | «Крила Рад» Москва   | 40 | 16 | 4 | 20 | 125-163 | 36 |
| 7 | «Торпедо» Горький    | 40 | 9  | 6 | 25 | 129-174 | 24 |
| 8 | «Трактор» Челябінськ | 40 | 10 | 1 | 29 | 111-211 | 21 |
| 9 | «Сибір» Новосибірськ | 40 | 2  | 4 | 34 | 99-243  | 8  |

## Найкращі бомбардири
1. Олександр Мальцев («Динамо» Москва) — 57 очок (37+20).
2. Валерій Харламов (ЦСКА) — 51 (39+12).
3. Борис Михайлов (ЦСКА) — 47 (32+15).
4. Олександр Мартинюк («Спартак» Москва) — 46 (32+14).
5. Олександр Сирцов («Хімік» Воскресенськ) — 40 (27+13).
6. Юрій Чичурін («Динамо» Москва) — 37 (29+8).
7. Віктор Жучок («Хімік» Воскресенськ) — 35 (20+15).
8. Володимир Шадрін («Спартак» Москва) — 33 (22+11).
9. Володимир Петров (ЦСКА) — 32 (16+16).
10. Володимир Васильєв («Крила Рад» Москва) — 31 (24+7).
11. Юрій Глазов (СКА) — 30 (26+4).

## Команда усіх зірок
- Воротар: Владислав Третьяк (ЦСКА)
- Захисники: Віктор Кузькін (ЦСКА) — Володимир Лутченко (ЦСКА)
- Нападники: Олександр Мальцев («Динамо») — Володимир Вікулов (ЦСКА) — Валерій Харламов (ЦСКА)

## Призи та нагороди
| Нагорода                        | Переможець                                                  |
| ------------------------------- | ----------------------------------------------------------- |
| Найкращий хокеїст сезону        | Анатолій Фірсов (ЦСКА)                                      |
| Найбільш результативному гравцю | Олександр Мальцев («Динамо»)                                |
| Приз справедливої гри           | ЦСКА                                                        |
| Три бомбардири                  | Борис Михайлов — Володимир Петров — Валерій Харламов (ЦСКА) |

## Перша ліга
| М  | Команда                     | І  | В  | Н  | П  | Ш       | О  |
| -- | --------------------------- | -- | -- | -- | -- | ------- | -- |
| 1  | «Локомотив» Москва          | 48 | 34 | 5  | 9  | 209-118 | 73 |
| 2  | «Автомобіліст» Свердловськ  | 48 | 28 | 5  | 15 | 270-177 | 61 |
| 3  | «Динамо» Рига               | 48 | 29 | 3  | 16 | 212-163 | 61 |
| 4  | «Кристал» Саратов           | 48 | 26 | 6  | 16 | 185-144 | 58 |
| 5  | «Салават Юлаєв» Уфа         | 48 | 20 | 6  | 22 | 149-149 | 46 |
| 6  | «Динамо» Київ               | 48 | 20 | 4  | 24 | 198-210 | 44 |
| 7  | «Торпедо» Мінськ            | 48 | 17 | 10 | 21 | 167-206 | 44 |
| 8  | «Молот» Перм                | 48 | 18 | 6  | 24 | 180-200 | 42 |
| 9  | «Дизелист» Пенза            | 48 | 17 | 8  | 23 | 157-187 | 42 |
| 10 | «Торпедо» Усть-Каменогорськ | 48 | 17 | 7  | 24 | 162-195 | 41 |
| 11 | «Супутник» Нижній Тагіл     | 48 | 15 | 10 | 23 | 148-176 | 40 |
| 12 | «Кристал» Електросталь      | 48 | 18 | 4  | 26 | 148-202 | 40 |
| 13 | СК ім. Урицького Казань     | 48 | 11 | 10 | 27 | 125-183 | 32 |

Найкращий снайпер Аркадій Рудаков («Автомобіліст» Свердловськ) — 42 шайби.